# Pustá Polom
Pustá Polom (en allemand : Wüstpohlom) est une commune du district d'Opava, dans la région de Moravie-Silésie, en République tchèque. Sa population s'élevait à 1 369 habitants en 2021.

## Géographie
Pustá Polom se trouve à 10 km à l'est-sud-est de Hradec nad Moravicí, à 13 km au sud-est d'Opava, à 20 km à l'ouest-nord-ouest d'Ostrava et à 257 km à l’est de Prague.
La commune est limitée par Opava au nord-ouest, par Mokré Lazce au nord, par Budišovice et Kyjovice à l'est, par Těškovice au sud, et par Hlubočec à l'ouest.

## Histoire
La première mention écrite de la localité date de 1238.

## Transports
Par la route, Pustá Polom se trouve à 15 km d'Opava, à 31 km d'Ostrava et à 350 km de Prague.